# 別列茲涅戈瓦托耶-斯尼吉廖夫卡攻勢
别列兹涅戈瓦托耶—斯尼吉廖夫卡攻势（俄语：Березнеговато-Снигирёвская наступательная операция）是1944年3月6日至18日苏联乌克兰第3方面军在南乌克兰的尼古拉耶夫以东对德国第6集团军和罗马尼亚第3集团军发起的攻势。该攻势是第聂伯河-喀尔巴阡山脉攻势的一部分。苏军收复了新布格（烏克蘭語譯名為新布赫）、别列兹涅戈瓦托耶（貝雷茲內胡瓦泰）和斯尼吉廖夫卡（斯尼胡里夫卡），并推进至南布格河。此战结束后，第6集团军指挥官卡爾-阿道夫·霍利特和A集团军群指挥官埃瓦尔德·冯·克莱斯特分别于4月7日和3月30日卸职。

## 背景
在尼科波尔-克里沃罗格攻势后，第6集团军撤退至因古列茨河，并以此作为防线。在苏军2月份的攻势结束后，德国最高统帅部认为，苏军在无路的季节不可能发动大规模攻势。但是第6集团军的防线过长并且补给不稳定，这意味着德军无法承受哪怕是很短暂的进攻。
1944年2月28日，苏联最高统帅部要求乌克兰第3方面军应在3月2日左右于因胡萊茨河建立桥头堡，并让突击第5集团军和第6集团军从南边包抄德军。然而，突击第5集团军和第6集团军未能取得较大的战果。
1944年3月3日，崔可夫的近卫第8集团军为了扩大因古列茨河上的桥头堡，向希罗凯以西的第16装甲掷弹兵师发起猛攻。第16装甲掷弹兵师在先前的战斗中损失惨重，无法阻挡苏军的进攻，近卫第8集团军主力渡过因古列茨河。德军被迫调动第24装甲师以消除苏军的桥头堡。马利诺夫斯基决定，此时应该对德军发动一次猛烈的进攻。
为了在道路难以通行的情况下对德军发起进攻，马利诺夫斯基将近卫第4骑兵军和近卫第4机械化军组建为“普利耶夫骑兵机械化集群”，由伊萨·亚历山德罗维奇·普利耶夫指挥。该集群的目标是攻占新布格，并在尼古拉耶夫以东切断第6集团军的退路。而第23坦克军则被部署在近卫第8集团军的北侧。这两支机械化部队的任意一支部队拥有的坦克数量都远超德第57装甲军。

## 双方的部队

### 德军
- 第6集团军
  - 下辖第9、15、17、62、76、123、125、257、258、294、302、304、306、335、370步兵师；空军第5野战师；第153师；第97猎兵师；第3、9、23、24装甲师；第16装甲掷弹兵师；第14、15、21罗马尼亚师；第93、560坦克营，第209、232、236、243、259、277、278、286突击炮旅
- 罗马尼亚第3集团军

### 苏军
| 突击第5集团军  | 维亚切斯拉夫·德米特里耶维奇·茨韦塔耶夫 | 近卫第3步兵军        | 近卫第50、54、96、108步兵师                           |
|                |                                        | 第9步兵军            | 第118、130、230、301步兵师                            |
|                | 第37步兵军                             | 第61、248、416步兵师 |                                                       |
| 第6集团军      | 伊万·季莫费耶维奇·什列明               | 近卫第34步兵军       | 近卫第59、61步兵师，第333步兵师                       |
|                |                                        | 第32步兵军           | 近卫第60步兵师，第259、266步兵师                      |
|                |                                        | 第66步兵军           | 第203、243、244步兵师                                 |
| 近卫第8集团军  | 瓦西里·伊万诺维奇·崔可夫               | 近卫第4步兵军        | 近卫第35、47步兵师，近卫第57摩托化步兵师              |
|                |                                        | 近卫第28步兵军       | 近卫第39摩托化步兵师，近卫第79、88步兵师              |
|                |                                        | 近卫第29步兵军       | 近卫第27摩托化步兵师，近卫第74、82步兵师              |
|                |                                        | 直属                 | 第11坦克旅                                            |
| 第28集团军     | 阿列克谢·格雷奇金                      | 近卫第10步兵军       | 近卫第109步兵师，第320步兵师                          |
|                |                                        | 直属                 | 近卫第49、86步兵师，第295步兵师，近卫NKUR第1 师       |
| 第37集团军     | 米哈伊尔·尼古拉耶维奇·沙罗欣           | 第57步兵军           | 近卫第58、92步兵师，第228步兵师                       |
|                |                                        | 第83步兵军           | 近卫第10空降师、近卫第15、28步兵师，第188步兵师       |
| 第46集团军     | 瓦西里·瓦西里耶维奇·格拉戈列夫         | 近卫第6步兵军        | 近卫第20步兵师，第353步兵师                           |
|                |                                        | 近卫第31步兵军       | 近卫第4、34、40步兵师，第195步兵师                    |
|                |                                        | 第34步兵军           | 近卫第48步兵师，第195、394步兵师                      |
| 第57集团军     | 尼古拉·亚历山大罗维奇·加根             | 第64步兵军           | 近卫第73步兵师，第19、52、223步兵师                   |
|                |                                        | 第68步兵军           | 第93、113步兵师                                       |
|                |                                        | 直属                 | 第96坦克旅                                            |
| 空军第17集团军 | 弗拉基米尔·亚历山德罗维奇·苏杰茨       | 第1混成航空兵军      | 近卫第5强击航空兵师、第288歼击航空兵师                |
|                |                                        | 第9混成航空兵军      | 第305、306强击航空兵师，第295歼击航空兵师             |
|                |                                        | 直属                 | 第244轰炸航空兵师，第262夜间轰炸航空兵师              |
| 方面军直属     |                                        |                      | 第152师，近卫第5摩托化步兵旅                          |
|                |                                        | 近卫第4骑兵军        | 近卫第9、10骑兵师，第30骑兵师                         |
|                |                                        | 近卫第2机械化军      | 近卫第4、5、6机械化旅，近卫第37坦克旅                 |
|                |                                        | 近卫第4机械化军      | 近卫第13、14、15机械化旅，近卫第36坦克旅，第212坦克师 |
|                |                                        | 第23坦克军           | 第3、39、135坦克旅，第56摩托化步兵旅                  |

## 战斗过程
1944年3月6日，苏军开始了对德军防线的强攻。第16装甲掷弹兵师的防线很快被粉碎，而第24装甲师由于向科尔孙的灾难性行军，大部分坦克和半履带车需要修理。在几乎没有坦克可用的情况下，第24装甲师接到的命令是：向南进军，和第6集团军其他部队取得联系。但是不久之后，第24装甲师就在苏军的重压之下撤往米科拉伊夫卡。第24装甲师被迫摧毁了大量无法使用的车辆。而骑兵机械化集群则向南面发起突击，于3月7日抵达新布格城下。3月8日，苏军收复新布格。骑兵机械化集群获得了空投的补给，并继续向西南方向前进，试图在德军撤回南布格河之前占领他们撤退的道路。但是在3月8日，第6集团军接到了希特勒固执的命令：坚守阵地，封闭突破口。
3月9日，随着形势的急剧恶化，希特勒不得不下令第6集团军撤退。但是为时已晚。近卫第8集团军向南攻占了新波尔塔夫卡，并于11日逼近巴尔马索沃，切断了第4、17、29军的退路。此时，苏军和德军都面临着严峻的考验。崔可夫的近卫第8集团军由于道路无法通行，物资供应严重不足，幸运的是苏军在新波尔塔夫卡缴获了一批德军的榴弹炮和弹药。而德军的3个军面临被包围，如果能重占新波尔塔夫卡，他们就能获得一定的补给。3月12日，德军对新波尔塔夫卡发起了猛烈地反击。崔可夫亲临新波尔塔夫卡，亲自指挥近卫第39、79步兵师，并命令苏军利用德军的榴弹炮对德军开火。第23坦克军的一个坦克旅也被派往此处。经过一天的血战，德军未能攻占新波尔塔夫卡。
普利耶夫骑兵机械化集群则在占领新布格之后继续向西南，目标是攻占尼古拉耶夫。11日，普利耶夫下令，绕过德军重兵把守的亚夫基涅，向比洛济尔卡 (若夫特涅维区)发起猛攻，从西面逼近因古列茨河。但是普利耶夫的攻势也逐渐放缓。由于缺乏防空武器，普利耶夫不得不在白天暂缓进攻，而第23坦克军被德第57装甲军牵制在突破口北面，无法向南援助。由于第57装甲军的反击，乌克兰第3方面军急需援助损失惨重的近卫第8集团军和第37集团军，难以给普利耶夫提供援助。

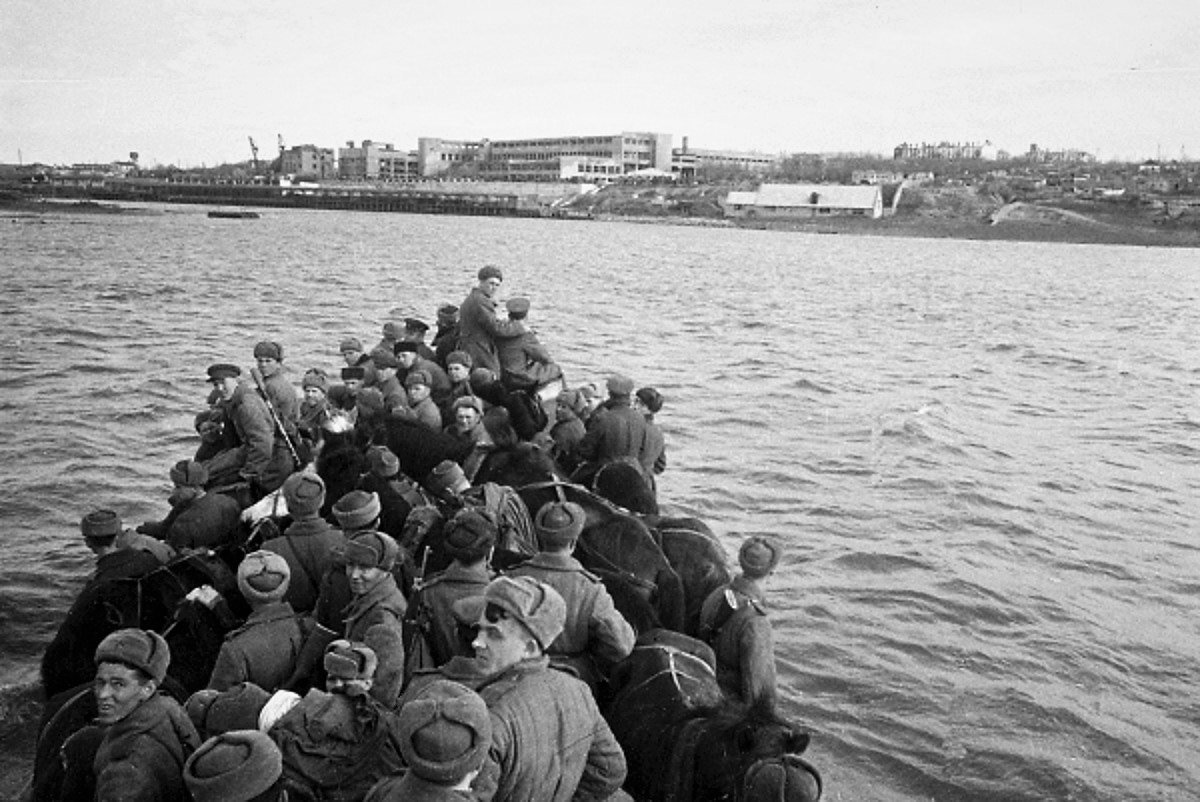
Soviet soldiers ferried across the Dniepr to Kherson

在另外一面，突击第5集团军、第6集团军、第28集团军不断压迫德军的防线，于11日占领别里斯拉夫，于13日占领赫尔松。14日，苏第37步兵军和普利耶夫的骑兵机械化集群会师，德军实质上被包围。同日，德军向斯尼吉廖夫卡西面发起猛烈地攻势，试图突围。尽管德军损失惨重，大部分部队成功突围至南布格河西岸。

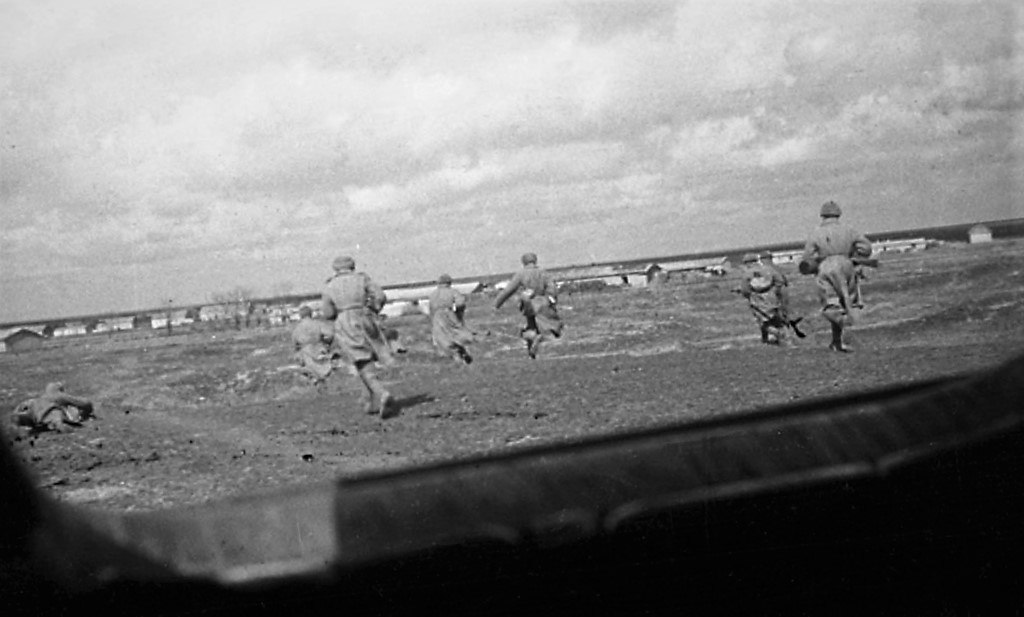
Troops of the 3rd Ukrainian Front fighting for Kherson

## 引文
1. ↑  Willmott, p. 374
2. 1 2 3  Frieser 2017，第474頁.
3. ↑  Glantz 1989，第341,344頁.
4. ↑  Buttar 2020，第224-225頁.
5. ↑  Gurkin et al. 1988，第78-79頁.
6. ↑  Buttar 2020，第228頁.
7. 1 2  Buttar 2020，第231頁.
8. ↑  Buttar 2020，第231-232頁.
9. ↑  Buttar 2020，第234頁.
10. ↑  Buttar 2020，第237頁.
11. ↑  Buttar 2020，第238頁.